# Mount Hillaby
Mount Hillaby (340 m n. m.) je kopec na ostrově Barbados v Malých Antilách v západním Karibiku. Leží na území farnosti Saint Andrew. Jedná se o nejvyšší bod celého Barbadosu. Na sever a na východ je odtud výhled na oblast známou jako Scotland District, která je tvořena geologicky starými sedimenty náchylnými k erozi.